# Trasporti in Bulgaria

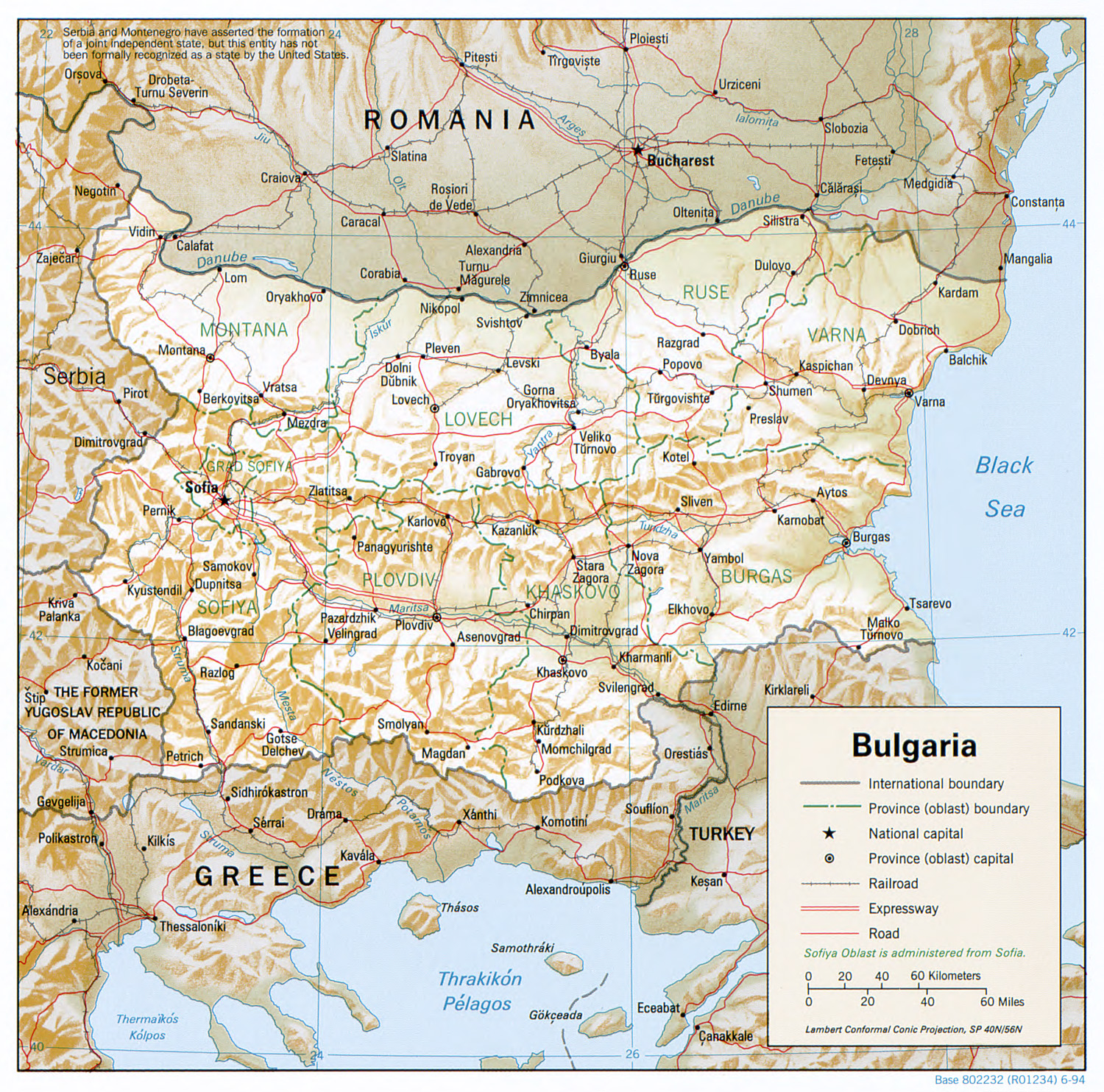
Bulgaria: carta geopolitica con rete ferroviaria e stradale

Questa voce raccoglie le principali tipologie di trasporti in Bulgaria.

## Trasporti su rotaia

### Rete ferroviaria

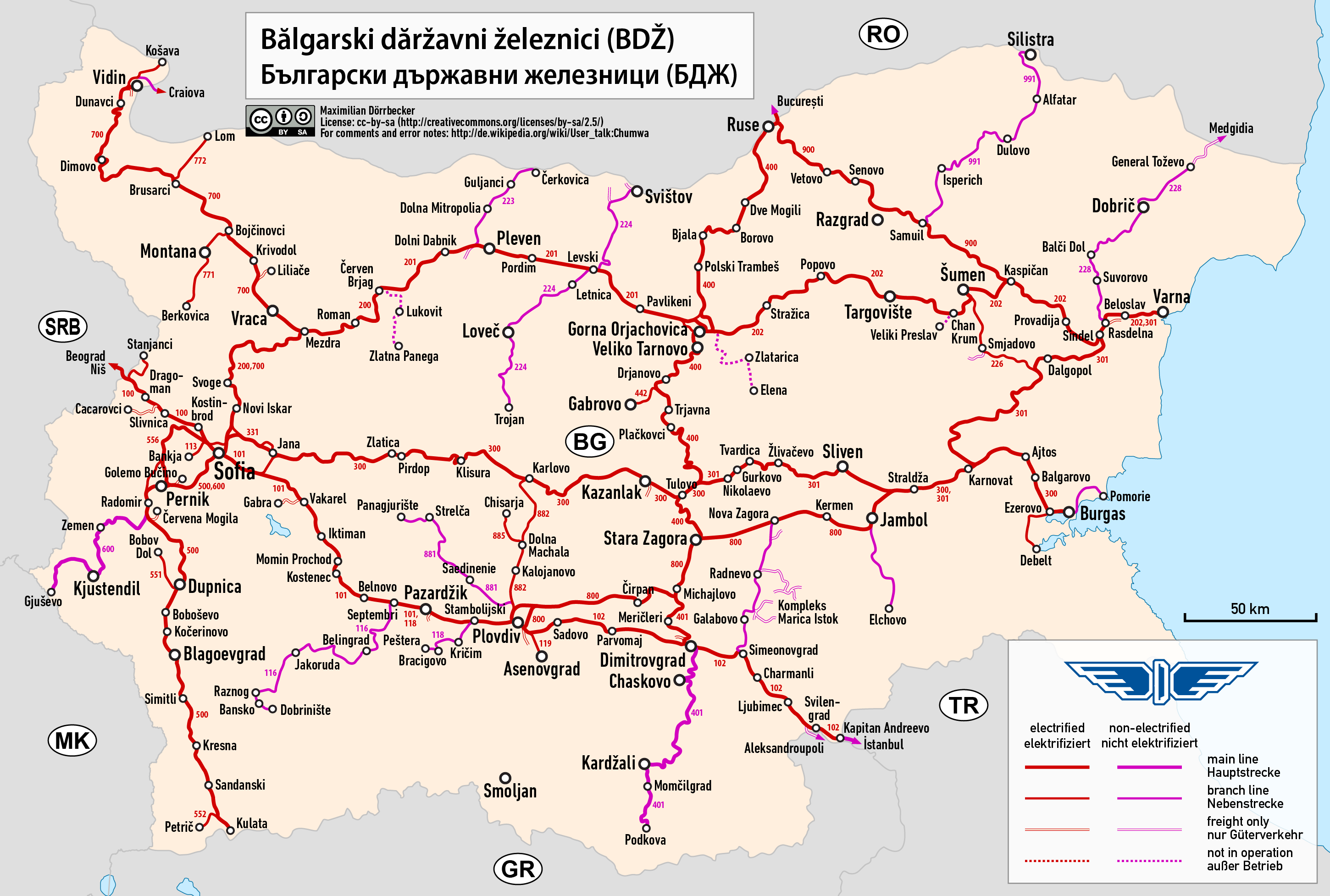
Rete ferroviaria bulgara

In totale: 5.114 km di linee ferroviarie, di cui 2.880 eletrificate, gestite dalla Bălgarski dăržavni železnici (dati del 2014).
- collegamento a reti estere contigue
  - assente: Macedonia del Nord
  - presente: Grecia, Romania, Serbia e Turchia.

### Reti metropolitane
Soltanto a Sofia, capitale della Bulgaria, è presente la metropolitana, inaugurata nel 1998.

### Reti tranviarie
Anche il servizio tranviario, a trazione elettrica, è presente soltanto a Sofia (dal 1901).

## Trasporti su strada

### Rete stradale
Strade pubbliche: escluse le strade locali di Categoria 4 per il CIA World Factbook, 19.512 km (dati 2011)
- asfaltate: 19.235 km, 807 dei quali appartengono ad autostrade (di cui la maggior parte completate in seguito all'adesione all'Unione Europea del Paese, e all'uso dei relativi fondi UE[2][3]). L'autostrada principale del paese è la Autostrada Trakija.
- bianche: 277 km.

### Reti filoviarie
La filoviarizzazione della Bulgaria è avvenuta prevalentemente per la crisi petrolifera degli anni ottanta; attualmente sono presenti bifilari nelle seguenti città: 
- Burgas (dal 1989)
- Gabrovo (dal 1987)
- Haskovo (dal 1993)
- Pazardžik (dal 1993)
- Pernik (dal 1987)
- Pleven (dal 1985)
- Plovdiv (dal 1955)
- Ruse (dal 1988)
- Sliven (dal 1986)
- Sofia (ininterrottamente dal 1948).
- Stara Zagora (dal 1988)
- Varna (dal 1986)
- Veliko Tărnovo (dal 1988)
- Vraca (dal 1988).

### Autolinee
Nella capitale della Bulgaria, Sofia, ed in tutte le zone abitate sono presenti aziende pubbliche e private che gestiscono trasporti urbani, suburbani, interurbani e turistici esercitati con autobus.

## Idrovie
In totale la Bulgaria dispone di 470 km di acque perennemente navigabili (dati 2006), ed 83 navi di marina mercantile.

### Porti e scali
- Burgas, Lom, Nesebăr, Ruse, Varna, Vidin, Primorsko, Sozopol, Pomorie, Obzor, Kavarna, Balčik, Silistra, Tutrakan, Svištov, Nicopoli, Orjahovo.

## Trasporti aerei

### Aeroporti
In totale: 68 (dati del 2013)
a) con piste di rullaggio pavimentate: 57 (al 2017)
- oltre 3047 m: 2
- da 2438 a 3047 m: 17
- da 1524 a 2437 m: 12
- da 914 a 1523 m: 0
- sotto 914 m: 26.

b) con piste di rullaggio non lastricate: 11 (al 2013)
- oltre 3047 m: 0
- da 2438 a 3047 m: 0
- da 1524 a 2437 m: 0
- da 914 a 1523 m: 2
- sotto 914 m: 9.

## Altro
In Bulgaria sono presenti 2765 km di gasdotti, 346 km di oleodotti e 378 km di condotte per prodotti raffinati (al 2017).